# Гелеи, Йожеф
Йожеф Гелеи (венг. József Gelei; род. 29 июня 1938, Кунмадараш, Яс-Надькун-Сольнок) — венгерский футболист, игравший на позиции вратаря. По завершении игровой карьеры — тренер.
Выступал за клубы МТК (Будапешт), «Вашаш» и «Татабанья», а также национальную сборную Венгрии, с которой стал олимпийским чемпионом, бронзовым призёром чемпионата Европы и четвертьфиналистом чемпионата мира.

## Клубная карьера
Воспитанник клуба МТК (Будапешт), в сезоне 1957/58 годов дебютировал в первой венгерской лиге, в которой в составе клуба провёл четыре сезона, приняв участие в 38 матчах чемпионата, в первом из которых стал чемпионом страны, хотя сыграл только в трёх играх.
В сезоне 1961/62 годов выступал за клуб «Вашаш», с которым завоевал титул чемпиона Венгрии и стал обладателем Кубка Митропы.
В 1962 году перешёл в клуб «Татабанья», где заменил на вратарской линии легендарного Дьюлу Грошича. Завершил профессиональную карьеру футболиста выступлениями за команду «Татабанья» в 1967 году.

## Карьера в сборной
В составе юношеской сборной до 18 лет принял участие в домашнем юношеском чемпионате Европы 1956 года, где сборная выиграла свою группу и стала одной из четырёх победительниц турнира, поскольку раунд плей-офф не проводился.
В 1963—1964 годах выступал за олимпийскую сборную, с которой сыграл в квалификационном раунде к Олимпийским играм 1964 года, где венгры выиграли все 4 игры и вышли в финальную стадию. В рамках футбольного турнира на Олимпийских играх 1964 года в Токио сыграл в двух матчах со сборными Марокко и Румынии не пропустив ни одного гола, а сборная выиграла золотые олимпийские награды. В том же году в составе главной национальной команды поехал и на чемпионат Европы 1964 года в Испании, но был дублёром Анталя Сентмихайи и на поле не выходил, команда на турнире завоевала бронзовые награды.
5 мая 1965 года дебютировал в официальных матчах в составе национальной сборной Венгрии в товарищеской игре со сборной Англии (0:1). А уже в следующем году поехал с командой на чемпионат мира 1966 года в Англию. Начинал турнир в качестве резервного голкипера, впрочем после нескольких грубых ошибок основного голкипера венгров Анталя Сентмихайи в первом матче мирового первенства занял его место в стартовом составе сборной на остальные три матча турнира и помог команде дойти до четвертьфинала.
Всего в течение карьеры в национальной команде, которая длилась 2 года, провёл в её форме 11 матчей, пропустив 12 голов.

## Карьера тренера
Начал тренерскую карьеру вскоре после завершения карьеры игрока, в 1970 году, возглавив тренерский штаб клуба «Татабанья», в 1975—1977 годах тренировал клуб «Сольнок».
Впервые выехал за границу в 1978 году, возглавив австралийский клуб «Сент-Джордж Будапешт», который был основан венгерскими мигрантами. Вернулся в Венгрию в 1980 году и снова стал главным тренером «Сольнока», руководил командой два года.
В 1990 году отправился в Азию, где сначала стал главным тренером сборной Индии, управляя командой в том числе на Кубке Неру, а затем в Омане тренировал команды «Мускат» и «Ан-Наср» (Салала), в перерыве между которыми в период с 1994 по 1995 год возглавлял молодёжное подразделение Венгерской футбольной ассоциации.
В 1996 году год был тренером венгерского «Печа», последним местом тренерской работы стал египетский клуб «Аль-Иттихад» (Александрия), главным тренером которого Йожеф был с 1997 по 1998 год.

## Титулы и достижения

### Как игрока
МТК (Будапешт)
- Чемпион Венгрии: 1957/1958

«Вашаш»
- Чемпион Венгрии: 1961/1962
- Обладатель Кубка Митропы: 1962

### Как тренера
«Татабанья»
- Обладатель Кубка Митропы (2): 1972/1973, 1973/1974

## Личная жизнь
Женат, имеет двух сыновей, младший из которых, Кароль Гелеи, также стал футбольным вратарём и выступал за национальную сборную Венгрии.